# Binodoxys indicus
Binodoxys indicus är en stekelart som först beskrevs av Subba Rao och Sharma 1958.  Binodoxys indicus ingår i släktet Binodoxys och familjen bracksteklar. Inga underarter finns listade.